# Evgenij Kobzar'
Evgenij Vasil'evič Kobzar' (in russo Евгений Васильевич Кобзарь?; Stavropol', 9 agosto 1992) è un calciatore russo, attaccante dell'EA Stavropol'.

## Carriera
In carriera ha giocato 13 partite nei turni preliminari delle coppe europee, di cui 2 per la Champions League e 11 per l'Europa League, mettendo a segno anche quattro reti.